# HMS Assistance (1781)
HMS Assistance (1781) — 50-пушечный корабль 4 ранга Королевского флота. Четвёртый корабль, названный Assistance.

## Постройка
Проект Джона Уильямса, одобренный 2 апреля 1766 года, как и современный ему тип Salisbury Слейда, был практически в тех же размерах, что HMS Romney, и лишь слегка увеличен по сравнению с уложением 1745 года. Не такой быстрый как Salisbury в хорошую погоду, он зато лучше шел в плохую. Начиная с 1766 года были заказаны 4 корабля. Однако в конце 1770-х тип был возрожден, и было построено ещё 7 кораблей, в их числе Assistance.
Заказан 11 февраля 1778 года. Спущен на воду 12 марта 1781 года на частной верфи Peter Baker в Ливерпуле. Достроен и обшит медью 31 декабря 1781 года на королевской верфи в Плимуте.

## Служба

### Американская революционная война
Вступил в строй в январе 1781 года, капитан Джеймс Уорт (англ. James Worth); назначен в Канал.
1782 — 2 мая вышел с конвоем в Северную Америку.
1783 — в начале года выведен в резерв и рассчитан; февраль, подготовлен в отстой в Плимуте; возвращен в строй в июне, капитан Уильям Бентинк (англ. William Bentinck), под брейд-вымпелом капитана Чарльза Дугласа (англ. Charles Douglas); июль-сентябрь, оборудован под флагман для заморской службы; 17 октября ушел в Новую Шотландию.

### Межвоенный период
1784 — капитан Николас Сойер (англ. Nicholas Sawyer), под брейд-вымпелом капитана Герберта Сойера (англ. Herbert Sawyer).
1786 —  август, вернулся в Англию, выведен в резерв и рассчитан.
1789 — июль, средний ремонт в Чатеме по май 1790 года.
1790 — возвращен в строй в июне, во время т. н. «испанского вооружения», капитан лорд Джеймс Крэнстон (англ. James Cranstoun); август, оснащение в Чатеме.
1791 — сентябрь, выведен в резерв и рассчитан.

### Французские революционные войны
1792 — возвращен в строй в апреле, капитан Джон Самюэл Смит (англ. John Samuel Smith), назначен на Ньюфаундленд и в Северную Америку; с августа флагман контр-адмирала сэра Эдварда Кинга, Ньюфаундлендская станция (до января 1793 года).
1793 — февраль, капитан Артур Легг (англ. Arthur Legge); июль, капитан Натан Брантон (англ. Nathan Brunton), крейсировал с Флотом Канала.
1795 — май, капитан Генри Моуэт.
1796 — март, ушел в Галифакс; 28 августа взял французский 40-пушечный L'Elizabeth.
1798 — капитан Моуэт умер на борту 14 апреля; декабрь, капитан Джон Окс Харди (англ. John Oakes Hardy).
1799 — декабрь, капитан Роберт Холл (англ. Robert Hall); по-прежнему в Галифаксе.
1800 — 31 августа Assistance прибыл в Плимут после 6-недельного перехода из Галифакса, доставив принца Эдуарда, герцога Кентского. Десять присутствующих кораблей и цитадель дали салют из 21 залпа, герцог в 12-весельном баркасе съехал на берег и сошел на стенку Адмиралс-Хард, в бассейне Стонхаус Пул, после чего каретой отправился в Веймут. На следующий день Assistance ушел в Портсмут.
октябрь, исправление дефектов в Чатеме по январь 1801 года.
1801 — с января капитан Ричард Ли (англ. Richard Lee), снова Галифакская станция.
1802 — 29 марта сел на песчаную банку между Дюнкерком и Гравелинами и разбился. Аварию отнесли на некомпетентность лоцмана; всю команду спас фламандский лоцманский бот.